# Dénesdtorcsmisérd
Dénesdtorcsmisérd vagy Dunaluzsna (szlovákul: Dunajská Lužná) község Szlovákiában, a Pozsonyi kerületben, a Szenci járásban. Az egykori Dénesd, Misérd és Torcs falvak egyesítésével hozták létre 1974. január 1-jén.

## Fekvése
A Kisalföldön, Pozsony központjától 14 km-re délkeletre fekszik.

## Népessége
| Év:            | 1994. | 2004.    | 2014.    | 2024.    |
| -------------- | ----- | -------- | -------- | -------- |
| Emberek száma: | 2808  | 3136     | 5536     | 8096     |
| Eltérés:       |       | +11,68 % | +76,53 % | +46,24 % |

| Év:            | 2023. | 2024.   |
| -------------- | ----- | ------- |
| Emberek száma: | 8014  | 8096    |
| Eltérés:       |       | +1,02 % |

Dénesdnek 1910-ben 504, többségben német lakosa volt, jelentős magyar kisebbséggel.
Misérdnek 1910-ben 560 lakosából 383 fő német, 173 magyar és 4 szlovák volt.
Torcsnak 1910-ben 283, többségben német lakosa volt, jelentős magyar kisebbséggel.
1991-ben 2735 lakosából 238 magyar, 34 cseh és 21 német volt.
2001-ben 2932 lakosából 2640 szlovák és 196 magyar volt.
2011-ben 4482 lakosából 4023 szlovák, 214 magyar, 45 cseh, 22 német, 17 cigány, 14 lengyel, 10 ukrán, 8 morva, 7-7 szerb és bolgár, 4 orosz, 3 ruszin, 2 horvát, 1 zsidó, 18 más és 87 ismeretlen nemzetiségű volt.
2021-ben 7622 lakosából 6581 szlovák, 246 magyar, 9 ruszin, 6 cigány, 277 egyéb és 503 ismeretlen nemzetiségű volt.

## Neves személyek
- Dénesden született 1947. december 1-jén Václav Hanuliak, szlovák régész († 2009).
- Dénesden élt és hunyt el 2010. november 27-én Ladislav Mlynka, szlovák etnográfus és muzeológus.
- Dénesdről származik és itt nevelkedett Orosch János, nagyszombati érsek.
- Dénesden élt és hunyt el 2014. december 9-én Igor Túnyi, szlovák geofizikus.
- Dénesden élt és hunyt el 2010. március 22-én Jozef Vozár, szlovák történész.
- Dénesden él Jozef Mlacek, szlovák nyelvész, filológus.
- Torcson született Viliam Csáder levéltáros, a pozsonyi Comenius egyetem levéltárának volt igazgatója.
- Torcson élte utolsó éveit és 2015. július 20-án hunyt el Magda Paveleková, szlovák színésznő.
- Misérden született 1809. március 14-én Czilchert Róbert orvos, a francia akadémia és több más tudós társaság tagja.
- Misérden született 1810-ben Forster János jószágkormányzó.
- Misérden született 1851-ben Rakssányi Gyula főmérnök Budapesten.
- Misérden szolgált Heiller Károly apát-kanonok, választott püspök.
- Misérden szolgált Laky János teológiai doktor, római katolikus plébános és alesperes.
- Misérden szolgált Ürge Ignác lazarista szerzetes és hittérítő Kínában.